# فالكيري

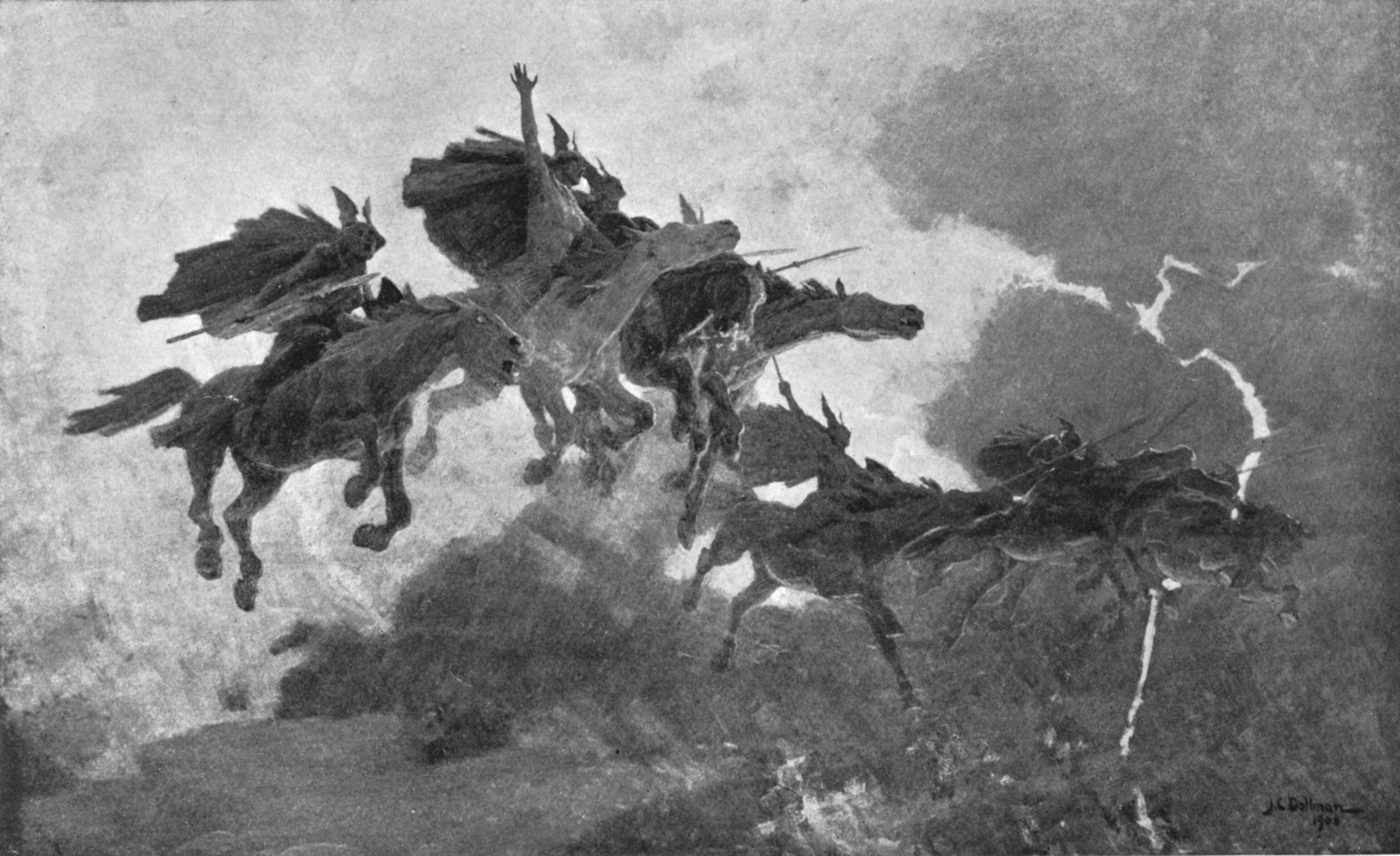
رحلة الفالكيري (1909) جون تشارلز دولمان

الفالكيري (بالنوردية القديمة:valkyrja " مُختار المذبوح ")  في الميثولوجيا النوردية اثنين من مجموعة ربات يخترن المقتولين في المعركة، ويأخذن من ماتوا بشجاعة منهم إلى قاعة الأبطال في مكان يسمى فالهالا حيث ينضمون إلى معبودهم أودين، ويتحولون إلى آينريار. هناك تسقي الفالكيريز الآيريار شراب الميد عندما لا يكونون منشغلين بالتحضير لمعركة راكناروك. كما تظهر الفالكيريز كحبيبات للأبطال وفانين آخرين، حيث يوصفن أحياناً بأنهن بنات ملوك، وترافقهن الغربان أحياناً، كما أنهن مرتبطات بالإوز.

## معرض صور

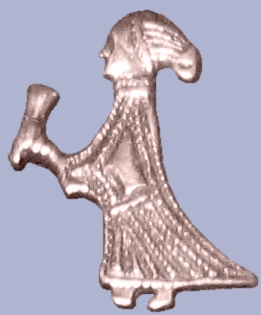
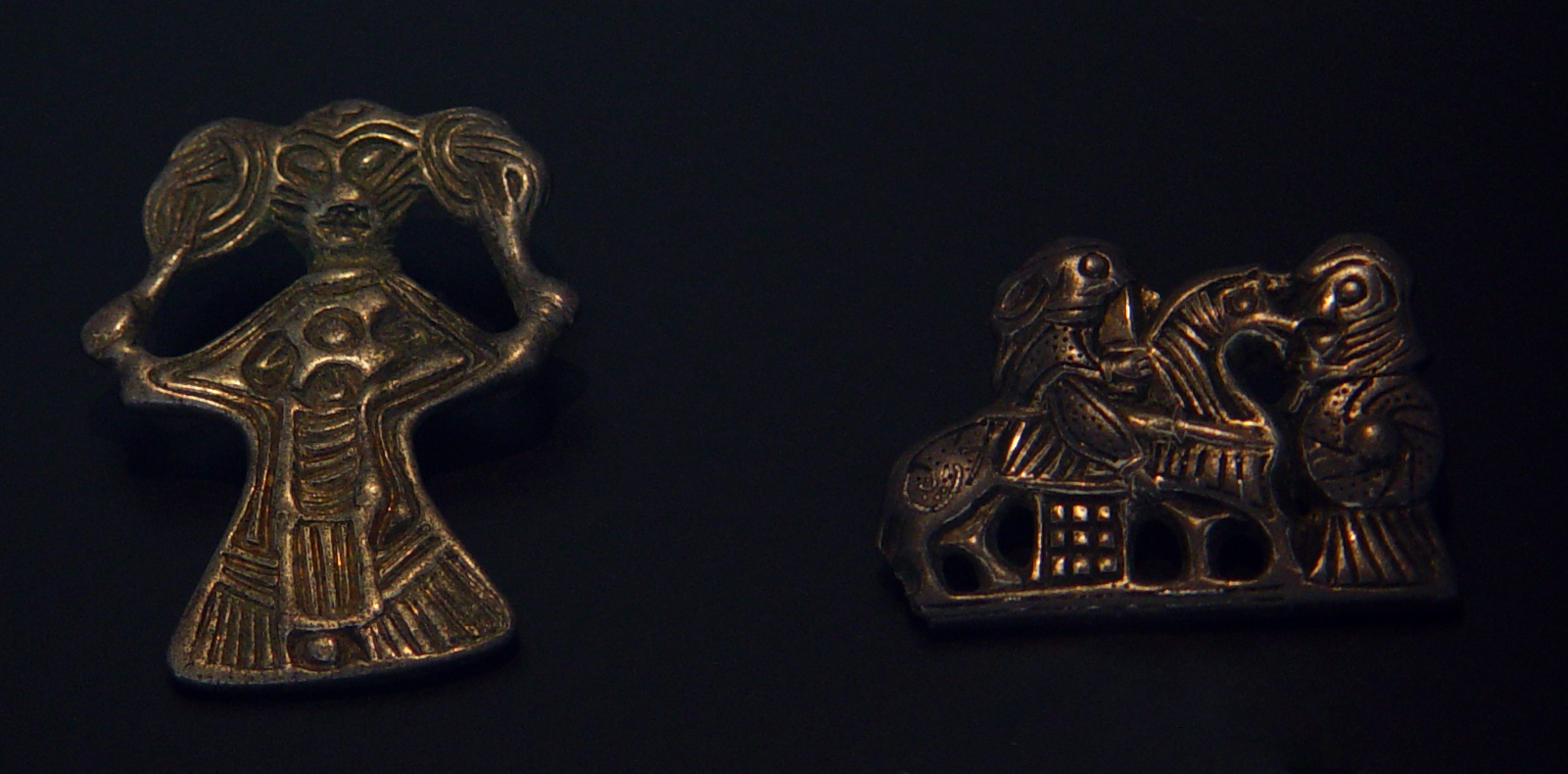
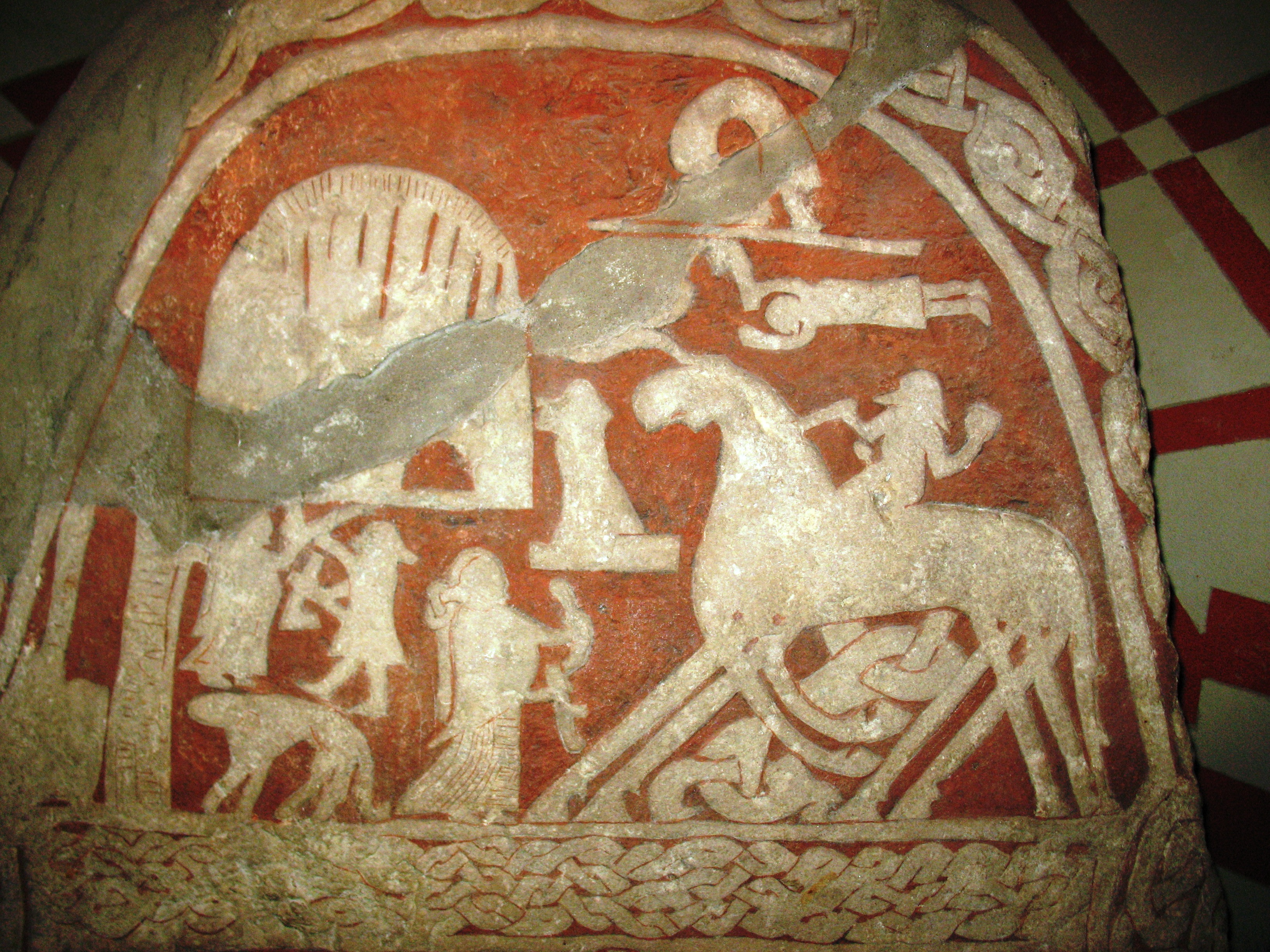
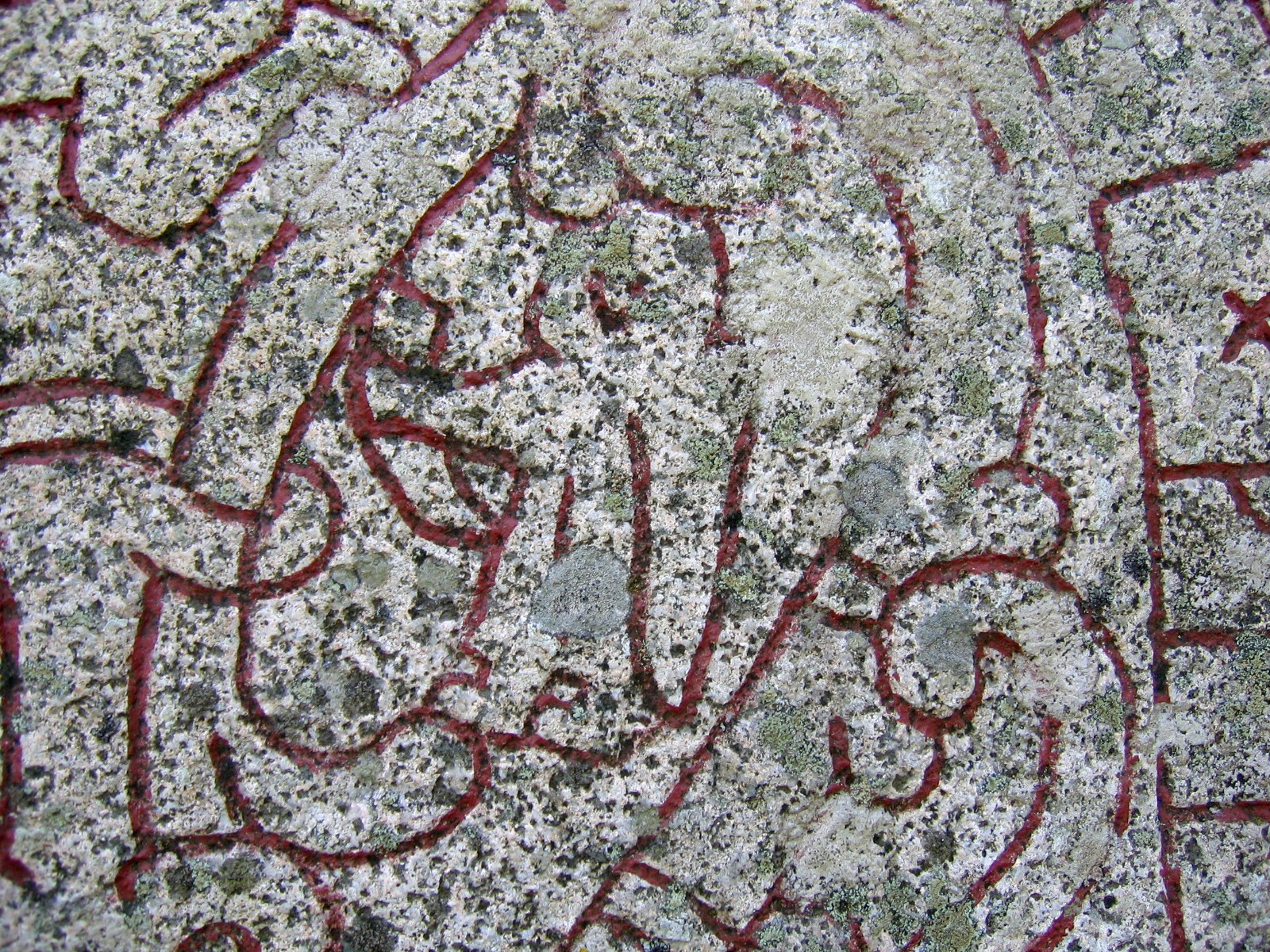